# Parringtoniella
Parringtoniella es un género extinto de sinápsidos dicinodontes que vivieron en Sudáfrica durante el Pérmico Superior.